# Stanisław Anioł (rzeźbiarz)

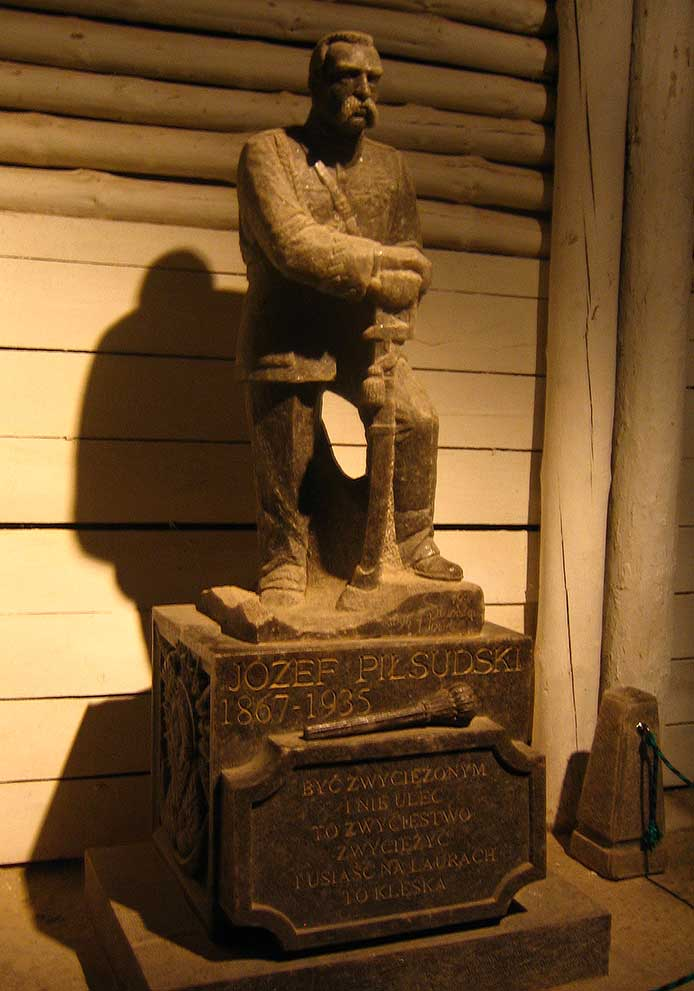
Pomnik Józefa Piłsudskiego w Kopalni Soli Wieliczka

Stanisław Anioł (ur. 6 maja 1950 w Wieliczce) – polski górnik-rzeźbiarz, związany z Kopalnią soli Wieliczka. Jeden z nielicznych na świecie specjalizujących się w rzeźbie w bryle solnej. Wykonuje również prace w kamieniu i drewnie, para się ponadto metalo- i korzenioplastyką.

## Prace
- Pomnik Józefa Piłsudskiego, komora Piłsudskiego, Kopalnia soli Wieliczka (1997)[1]
- Pomnik Jana Pawła II, według projektu Czesława Dźwigaja, kaplica św. Kingi, kopalnia soli Wieliczka (1999)[1]
- Skarbnik – rzeźba stworzona na potrzeby promocji Polski na wystawie Expo 2000 w Hanowerze, obecnie komora Weimar, Kopalnia soli Wieliczka.
- Rzeźba upamiętniająca 25-lecie wpisania Kopalni soli Wieliczka na listę UNESCO – tworzona w całości na Rynku Głównym w Krakowie na oczach mieszkańców i turystów. 2003[2]
- Prezbiterium kaplicy św. Kingi, wraz z krzyżem wzorowanym na pastorale papieskim wykonanym z brył solnych wydobytych ze wszystkich polskich kopalń wydobywających sól. (2002–2003)
- Popiersie ks. Jerzego Popiełuszki, parafia św. Stanisława Kostki na warszawskim Żoliborzu (2004)
- Pomnik gen. Józefa Hallera, komora Saurau, Muzeum Żup Krakowskich Wieliczka[1]

Jest autorem aranżacji najpiękniejszych komór solnego podziemia takich, jak: komory Pieskowa Skała, Weimar, Wisła oraz doposażenia unikatowej kaplicy Świętej Kingi. Swoje rzeźby prezentował także na Światowej Wystawie EXPO 2000 w Hanowerze.